# Grimes (Iowa)
Grimes is een plaats (city) in de Amerikaanse staat Iowa, en valt bestuurlijk gezien onder Dallas County en Polk County.

## Demografie
Bij de volkstelling in 2000 werd het aantal inwoners vastgesteld op 5098. In 2006 is het aantal inwoners door het United States Census Bureau geschat op 7005, een stijging van 1907 (37,4%).

## Geografie
Volgens het United States Census Bureau beslaat de plaats een oppervlakte van 23,3 km², waarvan 23,2 km² land en 0,1 km² water. Grimes ligt op ongeveer 259 m boven zeeniveau.

## Plaatsen in de nabije omgeving
De onderstaande figuur toont nabijgelegen plaatsen in een straal van 12 km rond Grimes.